# Synageles lepidus
Synageles lepidus är en spindelart som beskrevs av Chyzer, Kulczynski 1897. Synageles lepidus ingår i släktet Synageles och familjen hoppspindlar. Inga underarter finns listade i Catalogue of Life.